# Roncus parablothroides
Roncus parablothroides es una especie de arácnido del orden Pseudoscorpionida de la familia Neobisiidae.

## Distribución geográfica
Se encuentra en los territorios que antes se llamaban Yugoslaviay en Azerbaiyán.